# Најваша (језеро)
Најваша је слатководно језеро у Великој раседној долини у Кенији, поред града Најваша, северозападно од Најробија. На северу налазе се мочварне области обрасле папирусом. Карактеристичну флору чине и шуме акација и друге. Остаци вулканске прошлости чине јединствене геолошке карактеристике. Језеро је познато као станиште  многобројних врста птица и дивљих животиња. Њене главне притоке су реке Мелева и Гилгил. Рамсарска конвенција га је заштитила 5. августа 2005. године.

## О језеру
Језеро је једино слатководно језеро у овом делу Кеније. Налази се на највишој надморској висини 1884 m. Некад је језеро имало површину од 1000 km², a данас само 139 km². Већи део обале окружен је шумама багрема са жутом кором у коме обитава велики број птица чиме је Најваша језеро стављено на значајну мапу орнитолога.  Обале језера су обрасле папирусом. Нема отицања из језера, али су воде језера свеже. Велика је флуктуација током године у површини и запремини воде.

## Екологија
Током године Најваша доживљава две сушне и две кишне сезоне. Дуга и хладна сезона је у периоду од јула до октобра, а затим следи кратка кишна сезона у новембру и децембру. Јануар и фебруар су два месеца са кратким топлим сувим временом, а од априла до јуна је дуга кишна сезона. Падавине утичу на биљни свет, а вегетација на видљивост, доступност пашњака, ниво воде у језеру што све заједно утиче на понашање животиња. Дуга кишна сезона утиче на размножавање животиња.

### Флора и фауна
Већи део обале је под шумама багрема који се још назива и дрво жуте грознице. Ту се налазе шуме акације, а у мочварним деловима папирус који даје посебан изглед околини језера. Језеро је под ознаком Ramsar што означава еколошки значај мочвара око језера. Регистровано је преко 450 врста птица, а резиденцијално су се придружиле миграторне врсте од октобра до марта. Ту живе корморани, пеликани, орао рибар, јастребови, кукавице, чапље, мањи фламингоси, ибиси. Језеро је богато слатководним рибљим светом, тилапијом, раковима. Ту живе у великом броју нилски коњи, зебре, жирафе, биволи, импале, мочварне антилопе (лат. Kobus ellipsiprymnus). Нилски коњи су преко дана у води где се расхлађују, а ноћу се хране на богатим травнатим пашњацима и могу бити опасни. 

#### Галерија животиња
- Женка и мужјак мочварне антилопе на језеру Најваша
- Мајмун
- Жирафа
- Животиње на испаши на језеру Најваша

#### Галерија птица
- Корморани у језеру Најваша
- Мала бела чапља
- Пеликан
- Hadeda Ibis

#### Галерија флоре језера
- Језеро Најваша
- Мочваре језера Најваша
- Шуме око језера
- Богат биљни свет језера Најваша

## Привреда
Од привредних грана најразвијенији је туризам и хортикултура.

### Туризам
Овде је изузетно развијен туризам. Због великог броја птица, љубитељима је на располагању посматрање и пручавање птица. Постоји много природних атракција и заштићених подручја око и у близини језера, од којих је познатији Национални парк Капија пакла (енгл. Hell's Gate National park).

### Хортикултура
Поред туризма, у овом делу Кеније развијена је хортикултура. Свуда има пуно пластеника и башта, а локално сечено цвеће се испоручује истог дана широм света. Нарочито су познате кенијске руже. То је изузетно уносан посао који доноси знатну количину новца Кенији. Ова изразито развијена призводња неминовно води до загађења језера пестицидима и вештачким ђубривом. За заливање се троше велике количине воде које само доприносе нестабилности нивоа воде у језеру. Вода се доводи директно до фарми цвећа и служи за наводњавање. Језеро се празни већом брзином него што се пуни.